# Štiavnička
Štiavnička es un municipio situado en el distrito de Ružomberok, en la región de Žilina, Eslovaquia. Tiene una población estimada, en noviembre del año 2022, de 895 habitantes.
Está ubicado al sur de la región, cerca del curso alto del río Váh (cuenca hidrográfica del Danubio) y de la frontera con la región de Banská Bystrica.

## Demografía
| Año        | 1994 | 2004     | 2014     | 2024     |
| ---------- | ---- | -------- | -------- | -------- |
| Población  | 505  | 564      | 724      | 918      |
| Diferencia |      | +11,68 % | +28,36 % | +26,79 % |

| Año        | 2023 | 2024    |
| ---------- | ---- | ------- |
| Población  | 901  | 918     |
| Diferencia |      | +1,88 % |